# Équipe d'Angleterre de rugby à XV à la Coupe du monde 1987
L'équipe d'Angleterre a terminé quart-de-finaliste de la Coupe du monde de rugby 1987, battue par l'équipe du pays de Galles au premier match éliminatoire.

## Sélection anglaise de 1987
Elle se compose de onze avants, de quatre demis et de huit arrières. De ces vingt-trois joueurs, cinq ont été titulaires pour chacun des quatre matches, alors que cinq autres n'ont joué qu'un seul match. Enfin, neuf joueurs ont marqué un ou plusieurs essais.

### Première ligne
- Gareth Chilcott (3 matches, 2 comme titulaire);
- Graham Dawe (1 match, 1 comme titulaire);
- Brian Moore (3 matches, 3 comme titulaire);
- Gary Pearce (3 matches, 3 comme titulaire);
- Paul Rendall (3 matches, 3 comme titulaire).

### Deuxième ligne
- Wade Dooley (3 matches, 3 comme titulaire, 1 essai marqué);
- Nigel Redman (3 matches, 3 comme titulaire, 1 essai);
- Steve Bainbridge (2 matches, 2 comme titulaire).

### Troisième ligne
- Gary Rees (4 matches, 4 comme titulaire, 1 essai);
- Dean Richards (4 matches, 4 comme titulaire, 1 essai);
- Peter Winterbottom (4 matches, 4 comme titulaire, 2 essais).

### Demis de mêlée
- Richard Harding (3 matches, 3 comme titulaire);
- Richard Hill (1 match, 1 comme titulaire).

### Demis d’ouverture
- Rob Andrew (1 match, 1 comme titulaire)
- Peter Williams (3 matches, 3 comme titulaire);

### Trois-quarts centre
- Jamie Salmon (4 matches, 4 comme titulaire, 1 essai);
- Kevin Simms (3 matches, 3 comme titulaire, 1 essai);
- Fran Clough (2 matches, 1 comme titulaire).

### Trois-quarts aile
- Rory Underwood (3 matches, 3 comme titulaire, 2 essais);
- Mike Harrison (4 matches, 4 comme titulaire, capitaine, 5 essais);
- Mark Bailey (1 match, 1 comme titulaire).

### Arrières
- Marcus Rose (1 match, 1 comme titulaire);
- Jonathan Webb (4 matches, 3 comme titulaire).

### Meilleurs réalisateurs
- Jonathan Webb 43 points;
- Mike Harrison 20 points.

### Marqueurs d'essais
- Mike Harrison, ailier : 5 essais;
- Rory Underwood, ailier : 2 essais;
- Peter Winterbottom, troisième ligne : 2 essais;
- Six joueurs à un essai.